# Дочев, Богдан
Богдан Ганев Дочев (болг. Богдан Ганев Дочев; 26 июня 1936, Варна, Болгария — 29 мая 2017) — болгарский футбольный арбитр ФИФА.

## Биография
Богдан Дочев родился в Варне. За время футбольной карьеры поиграл в составе «Черно море», варненского «Спартака», «Ботева» из Белослава, «Левски» и «Спортиста» (Кремиковцы).
Жена — Эмилия (1938). Дочь — Елена (1961).
В 1966 году перешёл на судейскую работу, а уже в 1970 начал обслуживать матчи Профессиональной футбольной группы «А». Всего за время карьеры в высшем болгарском дивизионе Дочев отсудил 148 поединков. Ещё 47 игр в свой актив он занёс на международной арене, где работал с 1977 года. Среди самых главных событий в карьере Богдана Дочева следует отметить работу на двух чемпионатах мира (1982, 1986) и судейство первого финального матча Кубка УЕФА 1983 года.
В 1980 году Дочев получил звание «Заслуженного арбитра», а впоследствии — Заслуженного деятеля физкультуры Болгарии. Выпускник Высшего экономического института имени Карла Маркса в Софии.
В конце жизни жил в селе Нижняя Диканя. Умер 29 мая 2017 года.

## Известные матчи
Известность Богдану Дочеву принесла его работа в четвертьфинальном матче чемпионата мира 1986 года между сборными Аргентины и Англии. Болгарский арбитр выполнял роль лайнсмена в судейской бригаде Али Бен-Насера, который засчитал скандально известный гол Диего Марадоны, забитый рукой. Этот гол вызвал драку на трибунах, в которой английские болельщики напали на аргентинских. После игры Диего сказал: «Я не коснулся мяча, это была рука Бога» (исп. Yo no la toqué, fue la mano de Dios), из-за чего этот гол и стал называться «Рука Бога».
Бен-Насер обвинял Дочева в том, что тот не поднял флаг и не сигнализировал об игре рукой, хотя Дочев заявил, что Бен-Насер должен был увидеть игру рукой и что судьям в то время запрещалось общаться с лайнсменами и обсуждать решения.